# Liste der Mitglieder des Provinziallandtags der Rheinprovinz (18. Sitzungsperiode)
Diese Liste nennt die Mitglieder des 18. Provinziallandtages der Rheinprovinz 1865.

## Hintergrund
Der Provinziallandtag der Rheinprovinz bestand aus 75 Mitglieder, die sich in vier Kurien aufteilten. Die erste Kurie bestand aus vier Standesherren, die über Virilstimmen verfügten. Die Standesherren konnten sich vertreten lassen. Die zweite Kurie bestand aus den Vertretern der Ritterschaft, diese wurden in zwei Wahlkreisen (Regierungsbezirke Koblenz/Trier/Köln und Regierungsbezirke Aachen/Düsseldorf) gewählt. Die dritte Kurie bildeten die Vertreter der Städte. Diese wurden in indirekter Wahl bestimmt. Die vierte Kurie bildeten die Landgemeinden. Diese wählten die Vertreter in doppelt indirekter Wahl: Die Urwähler wählten Wahlmänner, diese dann Bezirkswähler. Wahlkreise waren die Landkreise. Für die Abgeordneten wurden jeweils auch Stellvertreter gewählt.
Der Provinziallandtag der Rheinprovinz trat in seiner 18. Sitzungsperiode vom 3. Dezember 1865 bis zum 9. Dezember 1865 zusammen.

## Liste der Abgeordneten
| Kurie         | Wahlkreis | Abgeordneter                                             | Anmerkung                                                                 |
| ------------- | --- | -------------------------------------------------------- | ------------------------------------------------------------------------- |
| Ritterschaft  | Koblenz/Trier/Köln | Freiherr Clemens August Waldbott von Bassenheim-Bornheim | Landtagsmarschall                                                         |
| Ritterschaft  | Aachen/Düsseldorf | Graf Richard Beissel von Gymnich                         | Kammerherr und Landrat a. D., auf Haus Frentz                             |
| Ritterschaft  | Aachen/Düsseldorf | Freiherr Friedrich von Bourscheidt                       | Haus Rath                                                                 |
| Ritterschaft  | Aachen/Düsseldorf | Freiherr Julius Franz Otto von Dalwigk                   | Boisdorf                                                                  |
| Ritterschaft  | Aachen/Düsseldorf | Freiherr Georg von Eerde                                 | Landrat, Geldern                                                          |
| Ritterschaft  | Aachen/Düsseldorf | Freiherr Friedrich Leopold von Fürstenberg               | Borbeck, als Stellvertreter                                               |
| Ritterschaft  | Koblenz/Trier/Köln | Freiherr Franz Adolph Josef von Fürstenberg              | Lörsfeld                                                                  |
| Ritterschaft  | Koblenz/Trier/Köln | Freiherr Josef von Fürstenberg                           | Muffendort, als Stellvertreter                                            |
| Ritterschaft  | Aachen/Düsseldorf | Freiherr Emmerich Raitz von Frentz                       | Königlicher Kammerherr und Landrat aus Düsseldorf, Vize-Landtagsmarschall |
| Ritterschaft  | Koblenz/Trier/Köln | Freiherr Theodor Geyr von Schweppenburg                  | Wiesenthal                                                                |
| Ritterschaft  | Aachen/Düsseldorf | Freiherr Friedrich von der Heyden-Rynsch                 | Ehrenamtmann, Haus Winkel                                                 |
| Ritterschaft  | Aachen/Düsseldorf | Franz Werner von Leykam                                  | Elsum, Kreis Heilsberg                                                    |
| Ritterschaft  | Koblenz/Trier/Köln | Freiherr Clemens von Loë                                 | Wissen                                                                    |
| Ritterschaft  | Koblenz/Trier/Köln | Freiherr Rudolf de Lasalle von Louisenthal               | Landrat, Schloss Dagstuhl                                                 |
| Ritterschaft  | Aachen/Düsseldorf | Freiherr Karl von Mylius                                 | Linzenich                                                                 |
| Ritterschaft  | Aachen/Düsseldorf | Freiherr Ferdinand von Negri                             | Zweibrücken, als Stellvertreter                                           |
| Ritterschaft  | Aachen/Düsseldorf | Graf Carl von Nellessen                                  | Aachen                                                                    |
| Ritterschaft  | Koblenz/Trier/Köln | Graf Maximilian von Nesselrode-Ehreshoven                | Landrat, Ehreshoven                                                       |
| Ritterschaft  | Koblenz/Trier/Köln | Freiherr Otto von Recum                                  | Kreuznach                                                                 |
| Ritterschaft  | Aachen/Düsseldorf | Freiherr Ludwig Maximilian von Rigal-Grunland            | Godesberg                                                                 |
| Ritterschaft  | Aachen/Düsseldorf | Graf Rudolf von Schaesberg                               | Krickenbeck                                                               |
| Ritterschaft  | Koblenz/Trier/Köln | Anton Franz Hermann von Solemacher-Antweiler             | Landgerichtsrat, Koblenz                                                  |
| Ritterschaft  | Aachen/Düsseldorf | Graf August von Spee                                     | Heltorf                                                                   |
| Ritterschaft  | Koblenz/Trier/Köln | Clemens August Schroeder                                 | Landgerichtsassessor, Aachen, als Stellvertreter                          |
| Städte        | Köln | Alexander Bachem                                         | Oberbürgermeister, Köln                                                   |
| Städte        | Monschau, Eupen, Malmédy, St. Vith | Peter Becker                                             | Bürgermeister, Eupen                                                      |
| Städte        | Solingen, Remscheid, Dorp, Gräfrath, Wald, Höhscheid mit Merscheid, Burscheid mit Leichlingen, Opladen mit Neukirchen, Hitdorf         | Peter Daniel Berger                                      | Bürgermeister, Höhscheid                                                  |
| Städte        | Duisburg, Mülheim an der Ruhr, Essen, Kettwig, Werden, Ruhrort, Dinslaken, Emmerich, Rees, Isselburg                                   | Theodor Boeninger                                        | Kaufmann, Duisburg                                                        |
| Städte        | Koblenz | Nicolaus Bremig                                          | Advokat-Anwalt, Koblenz                                                   |
| Städte        | Aachen | Johann Contzen                                           | Bürgermeister, Aachen                                                     |
| Städte        | Barmen | Wilhelm von Eynern                                       | Kaufmann, Barmen                                                          |
| Städte        | Neuss, Grevenbroich, Wevelinghoven, Gladbach, Viersen, Dahlen, Odenkirche, Rheydt, Uerdingen, Kempen, Süchtelen, Dülken, Kaldenkirchen | Michael Frings                                           | Kaufmann, Neuß                                                            |
| Städte        | Düren, Gemünd, Stolberg, Burtscheid, Schleiden                                                                                         | Hubert Graff                                             | Posthalter und Stadtverordneter, Schleiden, als Stellvertreter            |
| Städte        | Kennep, Ronsdorf, Lüdringhausen, Radevormwald, Burg, Hückeswagen, Wermelskirchen                                                       | Arnold Wilhelm Hardt                                     | Kommerzienrat, Lennep                                                     |
| Städte        | Elberfeld | Carl von der Heydt                                       | Kommerzienrat, Elberfeld                                                  |
| Städte        | Köln | Jakob Horst                                              | Rentner und Stadtverordneter, Köln                                        |
| Städte        | Krefeld | Peter Hunzinger                                          | Kaufmann, Krefeld                                                         |
| Städte        | Ratingen, Kaiserswerth, Angermund mit Gerresheim, Mettmann, Langenberg mit Hardenberg, Wülfrath, Velbert, Kronenberg, Steele, Hilden   | Johann Wilhelm Kampf                                     | Beigeordneter, Hilden                                                     |
| Städte        | Trier | Peter Küchen                                             | Kaufmann und Stadtverordneter, Trier                                      |
| Städte        | Jülich, Eschweiler, Heinsberg, Erkelenz, Geilenkirchen mit Hünshoven, Linnich                                                          | Dr. Ernst Joseph Lexis                                   | Arzt, Eschweiler                                                          |
| Städte        | Merzig, Prüm, Bitburg, Wittlich, Bernkastel, Saarburg, Neuerburg                                                                       | Johann Peter Limbourg                                    | Gutsbesitzer, Bitburg                                                     |
| Städte        | Kleve, Wesel, Goch, Gelder, Rheinberg, Moers, Orsoy, Xanten                                                                            | Wilhelm Münster                                          | Hauptmann a. D., Wesel                                                    |
| Städte        | Bonn, Münstereifel, Euskirchen, Zülpich, Rheinberg                                                                                     | Johann Jacob Noeggerath                                  | Geheimer Bergrat, Bonn                                                    |
| Städte        | Ehrenbreitstein, Vallendar, Bendorf, Neuwied, Linz, Wetzlar, Braunfels                                                                 | Jacob Nußbaum                                            | Kaufmann, Linz, als Stellvertreter                                        |
| Städte        | Saarlouis, Saarbrücken, St. Johann, Ottweiler, St, Wendel, Baumholder                                                                  | Dr. Louis Riegel                                         | Apotheker, St. Wendel                                                     |
| Städte        | Düsseldorf | Dr. med. Franz Anton Reinartz                            | Stadtverordneter, Düsseldorf                                              |
| Städte        | Stromberg, Trarbach, Zell, Cochem, Mayen, Andernach, Ahrweiler, Sinzig, Remagen, Simmern                                               | Wilhelm Josef Roth                                       | Sinzig                                                                    |
| Städte        | Deutz, Mülheim am Rhein, Gladbach, Gummersbach, Wipperfürth, Siegburg, Königswinter, Neustadt                                          | Gerhard Schaurte                                         | Bürgermeister, Deutz                                                      |
| Städte        | Kreuznach, Kirn, Sobernheim, St. Goar, Boppard, Oberwinter, Bacharach, Stromberg                                                       | Wilhelm Wachter                                          | Kaufmann, Boppard                                                         |
| Landgemeinden | Regierungsbezirk Trier | Ludwig Adams                                             | Gutsbesitzer, Mertloch                                                    |
| Landgemeinden | Regierungsbezirk Düsseldorf | Johann Bartels                                           | Ökonom, Ginderich                                                         |
| Landgemeinden | Regierungsbezirk Trier | Bernard von Berg                                         | Gutsbesitzer, Binsfeld, als Stellvertreter                                |
| Landgemeinden | Regierungsbezirk Düsseldorf | Heinrich Clemens                                         | Gutsbesitzer, Gürath, als Stellvertreter                                  |
| Landgemeinden | Regierungsbezirk Düsseldorf | Jakob Fonck                                              | Gutsbesitzer, Pfalzdorf                                                   |
| Landgemeinden | Regierungsbezirk Köln | Freiherr Adolph von Francken                             | Gutsbesitzer, Freiheit, als Stellvertreter                                |
| Landgemeinden | Regierungsbezirk Köln | Franz Anton Frenger                                      | Gutsbesitzer, Frühlingen                                                  |
| Landgemeinden | Regierungsbezirk Trier | Carl Gebert                                              | Gutsbesitzer, Temmels                                                     |
| Landgemeinden | Regierungsbezirk Koblenz | Johann Gemünd                                            | Gutsbesitzer, Niederbreisig                                               |
| Landgemeinden | Regierungsbezirk Koblenz | Christian Gruhn                                          | Gutsbesitzer, Gemünden                                                    |
| Landgemeinden | Regierungsbezirk Trier | Johann Guittienne                                        | Gutsbesitzer, Ihn, als Stellvertreter                                     |
| Landgemeinden | Regierungsbezirk Koblenz | Georg Karl Immich                                        | Gutsbesitzer, Enkirch                                                     |
| Landgemeinden | Eupen, Malmédy, Schleiden, Monschau | Heinrich Joseph Jansen                                   | Gutsbesitzer, Scherreshof                                                 |
| Landgemeinden | Dr. Kellermann | Gutsbesitzer, Saarn                                      |                                                                           |
| Landgemeinden | Regierungsbezirk Düsseldorf | Arnold Maas                                              | Gutsbesitzer, Schwelgern                                                  |
| Landgemeinden | Regierungsbezirk Köln | Wilhelm Olbertz                                          | Gutsbesitzer, Erp, als Stellvertreter                                     |
| Landgemeinden | Regierungsbezirk Aachen | Hermann Joseph Paulssen                                  | Bürgermeister, Laffeld                                                    |
| Landgemeinden | Regierungsbezirk Aachen | Josef Pilgram                                            | Bürgermeister, Kelz                                                       |
| Landgemeinden | Saarburg, Merzig, Saarlouis | Johann Baptist Reusch                                    | Gutsbesitzer, Bürgermeister und Posthalter, Lebach                        |
| Landgemeinden | Regierungsbezirk Koblenz | Wilhelm Schmidt                                          | Gutsbesitzer, Bretzenheim                                                 |
| Landgemeinden | Regierungsbezirk Köln | Johann Leopold Schult                                    | Bürgermeister, Glessen                                                    |
| Landgemeinden | Landkreise Aachen, Geilenkirchen | Konstantin Schunck                                       | Gutsbesitzer zu Gereonsweiler                                             |
| Landgemeinden | Regierungsbezirk Koblenz | Dr. Ferdinand Wurzer                                     | Bürgermeister von Niederhammerstein                                       |
| Landgemeinden | Regierungsbezirk Düsseldorf | Jakob Zores                                              | Gutsbesitzer, Zand                                                        |